# Danish Bacon
Danish Bacon era una marca bajo la cual se vendía tocino danés en el Reino Unido. El producto tenía la palabra "Danish" estampada en la corteza entre líneas onduladas. Los agricultores daneses que producían Danish Bacon y sus cooperativas estaban representados por Danske Slagterier, cuya filial en el Reino Unido era el Danish Bacon and Meat Council. Danske Slagterier fue absorbido por una organización agrícola danesa en 2009. La mayoría del tocino danés se produce a través de la cooperativa propiedad de los agricultores Danish Crown. El sistema cooperativo tiene costos bajos debido a la escala (25 millones de cerdos por año) y la eliminación de la necesidad de mercados. La mayor parte de la producción es para exportación.
Las exportaciones de cerdos daneses al Reino Unido comenzaron a mediados del siglo XIX, cuando exportar a Alemania se volvió difícil, y han crecido desde entonces a pesar de los intentos de productores nacionales del Reino Unido y otros importadores por competir. No han podido seguir el ritmo de la modernización danesa del proceso de curado y la creciente centralización.
Dinamarca ahora se concentra en la producción de cerdos y ha trasladado el curado y empaquetado de tocino a otros países. Dicho tocino se vende como danés, lo que es algo controvertido, incluso dentro de la propia Dinamarca. Los cerdos para el mercado del Reino Unido se criaban por separado según una especificación británica, principalmente debido a las preocupaciones del Reino Unido sobre el bienestar de los cerdos en Dinamarca. Esta separación cesó tras la eliminación gradual en toda la UE de los corrales para cerdas en 2013.

## Organización y producción
La mayoría de las granjas de cerdos danesas son miembros de una de dos grandes cooperativas propiedad de los agricultores, que representan el 95 % de los cerdos sacrificados. La mayor de estas es Danish Crown, que por sí sola representa el 90 %. Toda la exportación se realiza a través de estas dos cooperativas. Varias mataderos más pequeños operan fuera de este sistema para el suministro doméstico, pero ninguno tiene licencia para exportar. Los costos son altos en Dinamarca y la industria está altamente regulada, pero el país ha desarrollado una ventaja competitiva a través de una organización integrada a gran escala por sus cooperativas. No hay mercados ni subastas en este sistema. Los precios se establecen semanalmente por un comité de Danske Slagterier, lo que genera un gran ahorro en costos de transporte, ya que hay menos necesidad de mover animales.
Se sacrifican aproximadamente 25 millones de cerdos por año, lo que equivale a 5 cerdos por cada danés.  
La producción de cerdos sigue aumentando. La producción de cerdos creció de 17,7 millones a 21,4 millones en la década hasta 2002 y alcanzó los 24,7 millones en 2004. Se planea un crecimiento futuro del 2 % anual. El 75 % de esta producción se destina a la exportación.

## Historia
En el siglo XIX, la principal exportación alimentaria de Dinamarca al Reino Unido era el grano, pero fue superada por Estados Unidos y Rusia y comenzó a cambiar hacia cerdos y mantequilla de rebaños lecheros. Los cerdos ingleses Large White fueron exportados a Dinamarca a principios del siglo XIX. De 1840 a 1870, el grano representaba casi la mitad de las exportaciones de Dinamarca, pero para 1900 esto había caído a menos del 3 por ciento. Dinamarca exportaba tocino al Reino Unido desde al menos 1847, cuando se preparaban lomos de tocino especialmente para el mercado inglés, pero no tuvo una producción a gran escala hasta 1864, cuando la Segunda Guerra de Schleswig hizo imposible la exportación de cerdos vivos a Hamburgo, donde hasta entonces se sacrificaban y curaban, y Dinamarca se vio obligada a hacerlo localmente. Sin embargo, la exportación al Reino Unido solo se volvió significativa después de que Alemania, a quien Dinamarca había estado exportando desde la Edad Media, erigiera barreras comerciales (1879) y finalmente prohibiera (1887) la importación de cerdos vivos. El mercado alemán perdido representaba casi 300.000 cerdos por año y Dinamarca necesitaba desesperadamente encontrar un nuevo mercado. Las importaciones danesas fueron bien recibidas en el Reino Unido; el crecimiento de la población tras la Revolución Industrial significó que el país ya no era autosuficiente en alimentos, pero había una demanda creciente de unaWhite pig]]s were exported to Denmark in the early nineteenth century. De 1840 a 1870, el grano representaba casi la mitad de las exportaciones de Dinamarca, pero para 1900 esto había caído a menos del 3 por ciento. Dinamarca exportaba tocino al Reino Unido desde al menos 1847, cuando se preparaban lomos de tocino especialmente para el mercado inglés, pero no tuvo una producción a gran escala hasta 1864, cuando la Segunda Guerra de Schleswig hizo imposible la exportación de cerdos vivos a Hamburgo, donde hasta entonces se sacrificaban y curaban, y Dinamarca se vio obligada a hacerlo localmente. Sin embargo, la exportación al Reino Unido solo se volvió significativa después de que practition de cerdos creció de 442.441 en 1871 a casi 2,5 millones en 1914.

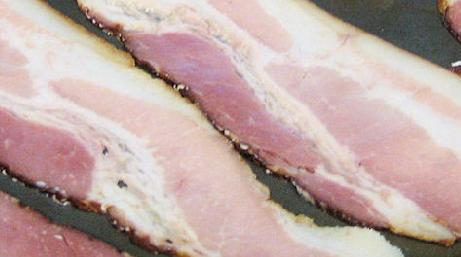
Tocino danés cocinándose

En esa época, los trabajadores británicos con un salario promedio consumían tocino dos o tres veces por semana, y el tocino con huevos se convirtió en el desayuno británico tradicional. Anteriormente, esto había sido bastante inasequible para la clase trabajadora. A finales del siglo XIX, el 90 % de las exportaciones de cerdos daneses iban al Reino Unido y representaban el 20 % de las exportaciones totales de Dinamarca. Esto hizo de Dinamarca el principal proveedor del Reino Unido, reemplazando a EE. UU., que anteriormente ocupaba esa posición. Danish Bacon aún tenía más del 25 % del mercado del Reino Unido en la década de 1980.

### Las cooperativas
La primera fábrica de tocino cooperativa propiedad de los agricultores daneses se estableció en 1887. Pronto hubo más, y para 1897 había docenas. Para 1900, las cooperativas superaban en número a las empresas privadas. En ese momento, la exportación de cerdos vivos había casi cesado, siendo reemplazada por la exportación de carne de cerdo y tocino. Hubo una intensa competencia entre las cooperativas y los productores privados, con las cooperativas finalmente prevaleciendo. Las cooperativas también enfrentaron competencia de inversores extranjeros y empresas locales. El primero de estos fue I. D. Koopmann de Hamburgo, quien compró y abrió nuevas fábricas de tocino para eludir la prohibición alemana de cerdos vivos. Koopmann se negó a hacer negocios con las cooperativas, calificando el movimiento como «una idea enferma». Trabajaron estrechamente con Denny & Co. de Londres—la familia Denny era un importante fabricante de tocino en Irlanda y entre ellos controlaban una gran parte del mercado del Reino Unido.
Denny's tomó el control de Koopmann's cuando este último se endeudó en 1894. Denny's nunca logró superar a las cooperativas, pero se mantuvo en Dinamarca hasta 1968, cuando finalmente vendió lo que quedaba de la operación danesa a la Federación de Cooperativas Danesas. Un grupo cooperativo y otro actor extranjero importante, fue un competidor de las cooperativas danesas. Este fue el Co-operative Wholesale Society (CWS) inglés. El CWS tenía depósitos en Dinamarca desde 1881, aprovechando la negativa de los comerciantes de Londres a comprar a las cooperativas. A partir de 1899, comenzaron a establecer su propia fabricación en Dinamarca. La producción creció hasta 1930, pero luego disminuyó lentamente y el CWS comenzó a vender en 1971.
La marca Danish Bacon apareció por primera vez en el Reino Unido cuando la Danish Bacon Agency Limited (más tarde, Danish Bacon Company, ahora una marca de Danish Crown) fue establecida en el Puerto de Londres por las cooperativas en 1902 para manejar las exportaciones al Reino Unido. La Federación de Fábricas de Tocino Cooperativas Danesas (De samvirkende danske Andels-Svineslagterier, desde 1932 solo Danske Slagterier) se formó en 1897, conocida en el Reino Unido como el Danish Bacon and Meat Council. Este último era responsable de las actividades de marketing en el Reino Unido y promovía la marca Danish Bacon. Desde 1908, la ley danesa insistió en que las exportaciones de carne se sacrificaran en mataderos públicos. El tocino también se inspeccionaba en Esbjerg y se estampaba para indicar que estaba libre de enfermedades y el número del matadero. Después de 1908, se declaró libre de todos los conservantes, excepto sal y ahumado.
Danske Slagterier fue absorbido por la organización paraguas danesa para productores agrícolas y procesadores de alimentos (Landbrug & Fødevarer) en 2009 y dejó de existir como una organización separada. A través de una serie de fusiones y adquisiciones, Danish Crown se convirtió en la cooperativa más grande y, para el año 2000, controlaba la gran mayoría de los mataderos daneses.

### Guerras mundiales
Las exportaciones de tocino danés al Reino Unido se interrumpieron durante ambas guerras mundiales. Durante la Primera Guerra Mundial, la causa fue la escasez de cereales importados para alimentar a los cerdos. En la Segunda Guerra Mundial, los barcos daneses que abastecían a Gran Bretaña tuvieron su carga confiscada por los alemanes o incluso fueron hundidos. Se perdieron 6.500 toneladas de tocino de esta manera. La ocupación de Dinamarca por los alemanes en 1940 detuvo por completo las exportaciones a Gran Bretaña.

### Relaciones comerciales
Se hicieron intentos para modernizar la producción de tocino británico siguiendo las líneas danesas en la década de 1930, pero esto no tuvo éxito en desplazar al tocino danés, a pesar de las restricciones comerciales impuestas. El tocino danés siguió siendo un tema importante en las negociaciones comerciales entre los dos países y las quejas sobre la desorganización de la producción de tocino británico en comparación con la de Dinamarca aún se discutían en el Parlamento en la década de 1950. El tocino danés estableció una reputación en Gran Bretaña; el sabor ligeramente curado era preferido al tocino importado de EE. UU., fuertemente salado y cargado de bórax. Los intentos de otros países, como Canadá, para establecer importaciones de tocino en Gran Bretaña durante este período usaron el tocino danés como el estándar de calidad contra el cual se juzgaba su producto.

## Modernización
Los métodos de producción pasaron del proceso tradicional de curado en seco, que consiste en frotar sal, especias y azúcar en el tocino, al proceso de curado en húmedo menos intensivo en mano de obra, en el que el tocino se deja en remojo en salmuera. El curado en húmedo también puede usarse para aumentar el contenido de agua de la carne para agregar volumen y añadir nitrato de sodio y fosfatos para acortar el proceso, que puede tomar tan solo seis horas en comparación con 2-3 días para el curado en seco.
Ha habido un movimiento creciente por parte de las cooperativas para centralizar los mataderos y las plantas de procesamiento de tocino en establecimientos cada vez más grandes. Las plantas han sido trasladadas fuera de Dinamarca a ubicaciones más ventajosas económicamente y esto también ha ocurrido parcialmente con los mataderos, dejando a Dinamarca concentrarse solo en la cría de cerdos. En la década de 1960, se introdujeron el envasado al vacío y el corte automatizado, que se realizaban en plantas en el Reino Unido. En la década de 1970, las granjas mixtas aún eran comunes, pero las granjas se especializaron más en la cría de cerdos y el proceso se industrializó más. El número de cooperativas propiedad de los agricultores cayó de 62 en 1962 a solo dos hoy en día.

## Dinamarca importa tocino
En 2001, el 5 % del tocino consumido en Dinamarca era importado. Durante 2004 y 2005, la producción de tocino se trasladó a Alemania y especialmente a Polonia, donde los costos son más bajos. Esto resultó casi inmediatamente en que las importaciones subieran al 75 % y el precio cayera a un tercio del tocino producido en Dinamarca. Sin embargo, el producto aún se comercializa como tocino danés, ya que se produce a partir de cerdos daneses. En las tiendas danesas, no es posible comprar tocino rebanado producido convencionalmente en Dinamarca. Los consumidores daneses han expresado su descontento con lo que perciben como una práctica engañosa. En el Reino Unido, el rebanado y envasado de tocino danés continúa realizándose en plantas del Reino Unido propiedad de Danish Crown.

## El «cerdo británico»
Existe un sistema específico para producir cerdos para el mercado del Reino Unido, y estos se denominan «cerdos británicos». La especificación para estos cerdos no solo está determinada por la legislación del Reino Unido, sino también por las condiciones establecidas por los supermercados británicos, que son los principales clientes. Esquemas similares están en operación para producir cerdos para otros mercados, como los «cerdos orgánicos» criados según las regulaciones del Consejo de la UE.
El sistema de «cerdo británico» se introdujo tras un llamado a finales de la década de 1990 por William Hague, el líder del Partido Conservador británico (en ese momento en la oposición) para prohibir el tocino danés. Hague afirmó que el sistema de "corrales para cerdas" utilizado en Dinamarca ponía a los criadores de cerdos británicos en desventaja competitiva, ya que no se les permitía usar este sistema bajo las regulaciones británicas de bienestar animal. Los supermercados del Reino Unido respondieron exigiendo mejores condiciones de bienestar para los cerdos, lo que resultó en el «cerdo británico» con cerdas que podían moverse libremente. Los agricultores daneses recibían un suplemento para cubrir el costo adicional de criar «cerdos británicos».
Los corrales para cerdas fueron nuevamente criticados por el chef famoso Jamie Oliver en 2009 y la respuesta de la industria del tocino danés dejó claro que aún se usaban en algunas granjas, pero todos fueron eliminados antes del plazo de la UE de 2013.

## Publicidad
Danish Bacon ha sido fuertemente promocionado en la televisión británica. Un anuncio de 1999 causó un gran número de quejas recibidas por la Independent Television Commission. El anuncio hacía referencia a la película de terror de 1973 The Exorcist, una película que había sido prohibida en video hasta ese año. El anuncio «muestra a una adolescente sentada en una cama en medio de un ataque. De repente, su atención se dirige al olor que proviene de una sartén con tocino frito, y hace una mueca mientras su cabeza gira 360 grados, sugiriendo su deleite por el olor». Fue criticado como de mal gusto, y dado que también se emitía durante el día, muchos padres se quejaron, lo que llevó a la comisión a prohibir que el anuncio se mostrara antes de las 21:00.

## En la cultura popular
En 2007, el Danish Bacon and Meat Council encargó una investigación en la Universidad de Leeds sobre qué características hacen un bocadillo de tocino perfecto (los investigadores se negaron a usar el término sándwich, considerando que era un término incorrecto). Entre los hallazgos estaba que la textura y la crocancia del tocino eran tan importantes como el sabor.